# 카를라 사크라멘토
카를라 크리스티나 파쿠에테 사크라멘토(포르투갈어: Carla Cristina Paquete Sacramento, 1971년 12월 10일 ~ )는 포르투갈의 육상 선수이다.

## 인물 정보
카를라 사크라멘토는 다양한 거리에서 메달을 획득했지만 그녀의 특기는 1500m이다. 그녀는 1995년 세계 선수권 대회에서 동메달을 획득한후 1997년 아테네 세계 육상 선수권 대회에서 우승했다.
그녀는 15세때 1986년 전국 선수권 대회에서 처음으로 우승했다. 그녀와 페르난다 히베이루는 모두 어린 소녀로서 국가적인 수준만큼 뛰어났고 이후 포르투갈의 중거리, 장거리 달리기를 지배했다.
사크라멘토는 포르투갈 클럽 마라토나 클루브 데 포르투갈에 참가하지만 마드리드에 살고있다.